# Narella
Narella is een geslacht van neteldieren uit de klasse van de Anthozoa (bloemdieren).

## Soorten
- Narella abyssalis Cairns & Baco, 2007
- Narella alaskensis Cairns & Baco, 2007
- Narella alata Cairns & Bayer, 2007 [2008]
- Narella allmani (Wright & Studer, 1889)
- Narella alvinae Cairns & Bayer, 2003
- Narella ambigua (Studer, 1894)
- Narella arbuscula Cairns & Baco, 2007
- Narella bayeri Cairns & Baco, 2007
- Narella bellissima (Kükenthal, 1915)
- Narella biannulata (Kinoshita, 1907)
- Narella bowersi (Nutting, 1908)
- Narella clavata (Versluys, 1906)
- Narella compressa (Kinoshita, 1908)
- Narella cristata Cairns & Baco, 2007
- Narella dampieri Cairns, 2012
- Narella dichotoma (Versluys, 1906)
- Narella gaussi (Kükenthal, 1912)
- Narella gigas Cairns & Bayer, 2007 [2008]
- Narella gilberti (Thomson, 1911)
- Narella gilchristi (Thomson, 1911)
- Narella grandiflora (Kükenthal, 1907)
- Narella hawaiinensis Cairns & Bayer, 2007 [2008]
- Narella horrida (Versluys, 1906)
- Narella hypsocalyx Cairns, 2012
- Narella irregularis (Kinoshita, 1907)
- Narella japonensis (Aurivillius, 1931)
- Narella japonicus Aurivillius, 1931
- Narella laxa Deichmann, 1936
- Narella leilae Bayer, 1951
- Narella macrocalyx Cairns & Bayer, 2007 [2008]
- Narella megalepis (Kinoshita, 1908)
- Narella mesolepis Cairns, 2012
- Narella mosaica Cairns, 2012
- Narella muzikae Cairns & Bayer, 2007 [2008]
- Narella obscura (Versluys, 1906)
- Narella orientalis (Versluys, 1906)
- Narella ornata Bayer, 1995
- Narella parva (Versluys, 1906)
- Narella pauciflora Deichmann, 1936
- Narella regularis (Duchassaing & Michelotti, 1860)
- Narella spectabilis Cairns & Bayer, 2003
- Narella studeri (Versluys, 1906)
- Narella vermifera Cairns & Bayer, 2007
- Narella versluysi (Hickson, 1909)
- Narella vulgaris Cairns, 2012